# Olmet
Olmet (/ɔl.mɛ/) est une commune française, située dans le département du Puy-de-Dôme en région Auvergne-Rhône-Alpes.

## Géographie

### Localisation
La commune d'Olmet se situe dans le département du Puy-de-Dôme, à une soixantaine de kilomètres au sud-est de Clermont-Ferrand, dans le Forez.

#### Lieux-dits et écarts
Giroux, le Chauffrut, Malaleuges, la Planche du Fond, La Chambade, Solasset, Mauriche, Fetus, Loumerie, Montpellat, Montguiller, la Terrasse, Chamaly, La Peyrouse, Laire, Le Breuil, La roche, Sainte-Agathe, la Grange, le Garret du Chauffrut, Crotolles, le Duynat, le Rodelier, la Planat, le Parcel, Chapon le Brugheat.
| Augerolles |       | La Renaudie |
|            | Olmet | Le Brugeron |
| Olliergues |       | Marat       |

### Climat
Pour des articles plus généraux, voir Climat d'Auvergne-Rhône-Alpes et Climat du Puy-de-Dôme.
En 2010, le climat de la commune est de type climat des marges montargnardes, selon une étude du Centre national de la recherche scientifique s'appuyant sur une série de données couvrant la période 1971-2000. En 2020, Météo-France publie une typologie des climats de la France métropolitaine dans laquelle la commune est exposée à un climat de montagne ou de marges de montagne et est dans la région climatique  Nord-est du Massif Central, caractérisée par une pluviométrie annuelle de 800 à 1 200 mm, bien répartie dans l’année. 
Pour la période 1971-2000, la température annuelle moyenne est de 9,4 °C, avec une amplitude thermique annuelle de 15,8 °C. Le cumul annuel moyen de précipitations est de 1 093 mm, avec 11,9 jours de précipitations en janvier et 8,3 jours en juillet. Pour la période 1991-2020, la température moyenne annuelle observée sur la station météorologique de Météo-France la plus proche, « Col de la Loge_sapc », sur la commune de La Chamba à 9 km à vol d'oiseau, est de 7,2 °C et le cumul annuel moyen de précipitations est de 1 273,4 mm,. Pour l'avenir, les paramètres climatiques de la commune estimés pour 2050 selon différents scénarios d'émission de gaz à effet de serre sont consultables sur un site dédié publié par Météo-France en novembre 2022.

## Urbanisme

### Typologie
Au 1er janvier 2024, Olmet est catégorisée commune rurale à habitat très dispersé, selon la nouvelle grille communale de densité à sept niveaux définie par l'Insee en 2022.
Elle est située hors unité urbaine et hors attraction des villes,.

### Occupation des sols
L'occupation des sols de la commune, telle qu'elle ressort de la base de données européenne d’occupation biophysique des sols Corine Land Cover (CLC), est marquée par l'importance des forêts et milieux semi-naturels (88,1 % en 2018), une proportion sensiblement équivalente à celle de 1990 (88,6 %). La répartition détaillée en 2018 est la suivante : forêts (88,1 %), prairies (11,9 %). L'évolution de l’occupation des sols de la commune et de ses infrastructures peut être observée sur les différentes représentations cartographiques du territoire : la carte de Cassini (XVIIIe siècle), la carte d'état-major (1820-1866) et les cartes ou photos aériennes de l'IGN pour la période actuelle (1950 à aujourd'hui).

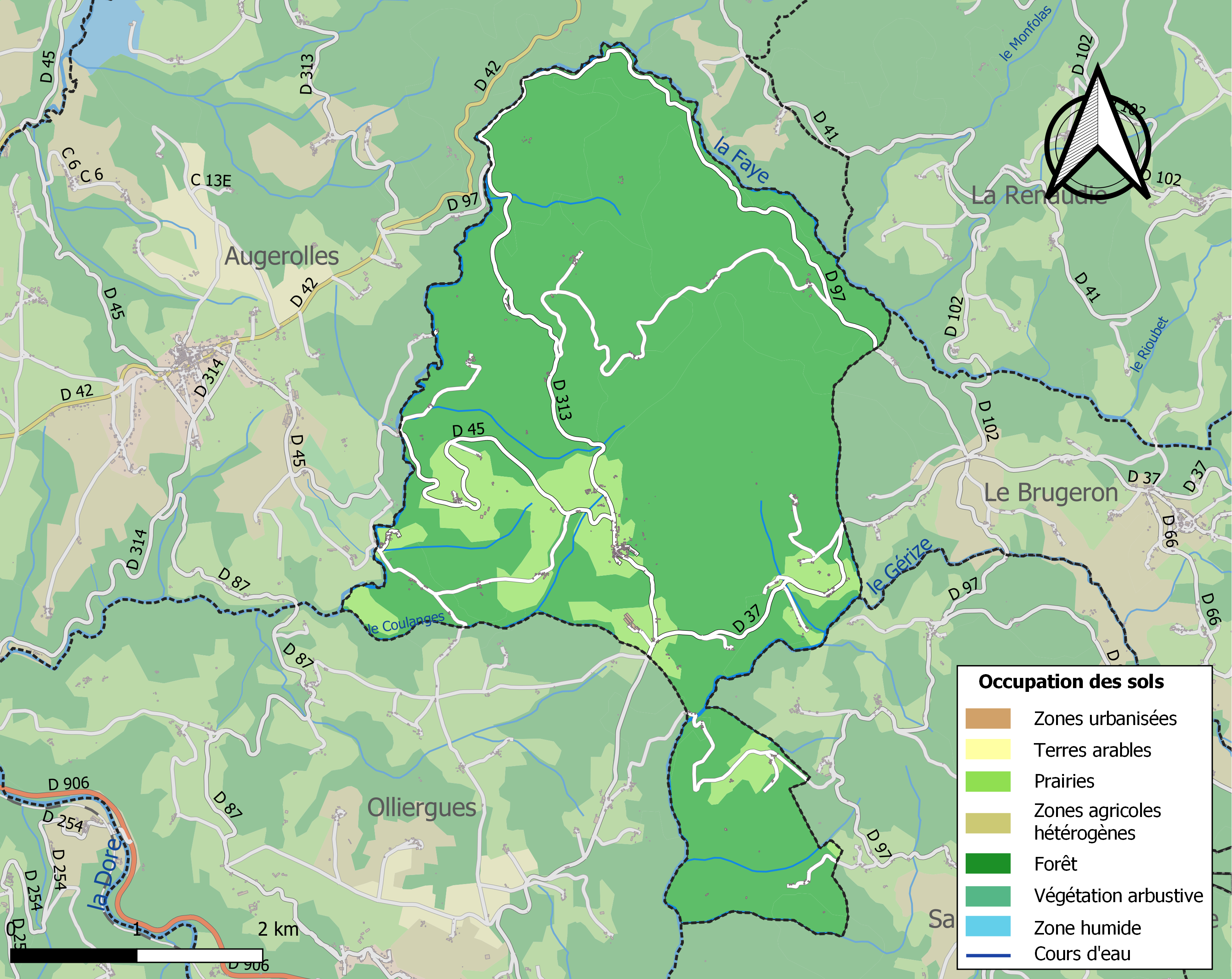
Carte des infrastructures et de l'occupation des sols de la commune en 2018 (CLC).

### Voies de communication et transports

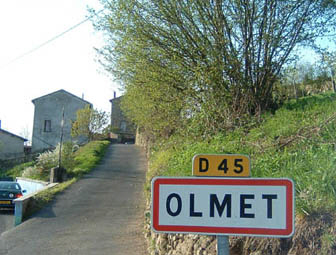
Entrée d'Olmet par la départementale 45.

La commune est accessible par la route départementale 45.

## Toponymie
Le nom d'Olmet vient du latin ulmetum, diminitif de l'orme.

## Politique et administration

### Découpage territorial
La commune d'Olmet est membre de la communauté de communes Thiers Dore et Montagne, un établissement public de coopération intercommunale (EPCI) à fiscalité propre créé le 1er janvier 2017 dont le siège est à Thiers. Ce dernier est par ailleurs membre d'autres groupements intercommunaux. Jusqu'en 2016, elle faisait partie de la communauté de communes du pays de Courpière.
Sur le plan administratif, elle est rattachée à l'arrondissement de Thiers, à la circonscription administrative de l'État du Puy-de-Dôme et à la région Auvergne-Rhône-Alpes. Jusqu'en mars 2015, elle faisait partie du canton de Courpière.
Sur le plan électoral, elle dépend du canton des Monts du Livradois pour l'élection des conseillers départementaux, depuis le redécoupage cantonal de 2014 entré en vigueur en 2015, et de la cinquième circonscription du Puy-de-Dôme pour les élections législatives, depuis le dernier découpage électoral de 2010.

### Élections municipales et communautaires

#### Élections de 2020
Le conseil municipal d'Olmet, commune de moins de 1 000 habitants, est élu au scrutin majoritaire plurinominal à deux tours avec candidatures isolées ou groupées et possibilité de panachage. Compte tenu de la population communale, le nombre de sièges à pourvoir lors des élections municipales de 2020 est de 11. La totalité des onze candidats en lice est élue dès le premier tour, le 15 mars 2020, avec un taux de participation de 67,09 %.

#### Chronologie des maires
| Période                                  | Période                    | Identité      | Étiquette | Qualité   |
| ---------------------------------------- | -------------------------- | ------------- | --------- | --------- |
| Les données manquantes sont à compléter. |                            |               |           |           |
| mars 1989                                | mars 2008                  | André Darrot  |           |           |
| mars 2008                                | En cours (au 27 août 2020) | Jany Brousse, |           | Retraitée |

## Population et société

### Démographie
L'évolution du nombre d'habitants est connue à travers les recensements de la population effectués dans la commune depuis 1793. Pour les communes de moins de 10 000 habitants, une enquête de recensement portant sur toute la population est réalisée tous les cinq ans, les populations de référence des années intermédiaires étant quant à elles estimées par interpolation ou extrapolation. Pour la commune, le premier recensement exhaustif entrant dans le cadre du nouveau dispositif a été réalisé en 2007.

En 2022, la commune comptait 180 habitants, en évolution de +11,11 % par rapport à 2016 (Puy-de-Dôme : +2,1 %, France hors Mayotte : +2,11 %).
| 1793  | 1800 | 1806  | 1821  | 1831  | 1836  | 1841  | 1846  | 1851  |
| ----- | ---- | ----- | ----- | ----- | ----- | ----- | ----- | ----- |
| 1 050 | 923  | 1 113 | 1 210 | 1 230 | 1 202 | 1 240 | 1 276 | 1 334 |

| 1856  | 1861  | 1866  | 1872  | 1876  | 1881  | 1886  | 1891  | 1896 |
| ----- | ----- | ----- | ----- | ----- | ----- | ----- | ----- | ---- |
| 1 245 | 1 208 | 1 149 | 1 185 | 1 143 | 1 152 | 1 174 | 1 086 | 941  |

| 1901 | 1906 | 1911 | 1921 | 1926 | 1931 | 1936 | 1946 | 1954 |
| ---- | ---- | ---- | ---- | ---- | ---- | ---- | ---- | ---- |
| 901  | 891  | 811  | 682  | 628  | 572  | 544  | 417  | 348  |

| 1962 | 1968 | 1975 | 1982 | 1990 | 1999 | 2006 | 2007 | 2012 |
| ---- | ---- | ---- | ---- | ---- | ---- | ---- | ---- | ---- |
| 258  | 231  | 171  | 146  | 144  | 137  | 138  | 138  | 151  |

| 2017 | 2022 | - | - | - | - | - | - | - |
| ---- | ---- | - | - | - | - | - | - | - |
| 165  | 180  | - | - | - | - | - | - | - |

## Culture locale et patrimoine

### Lieux et monuments

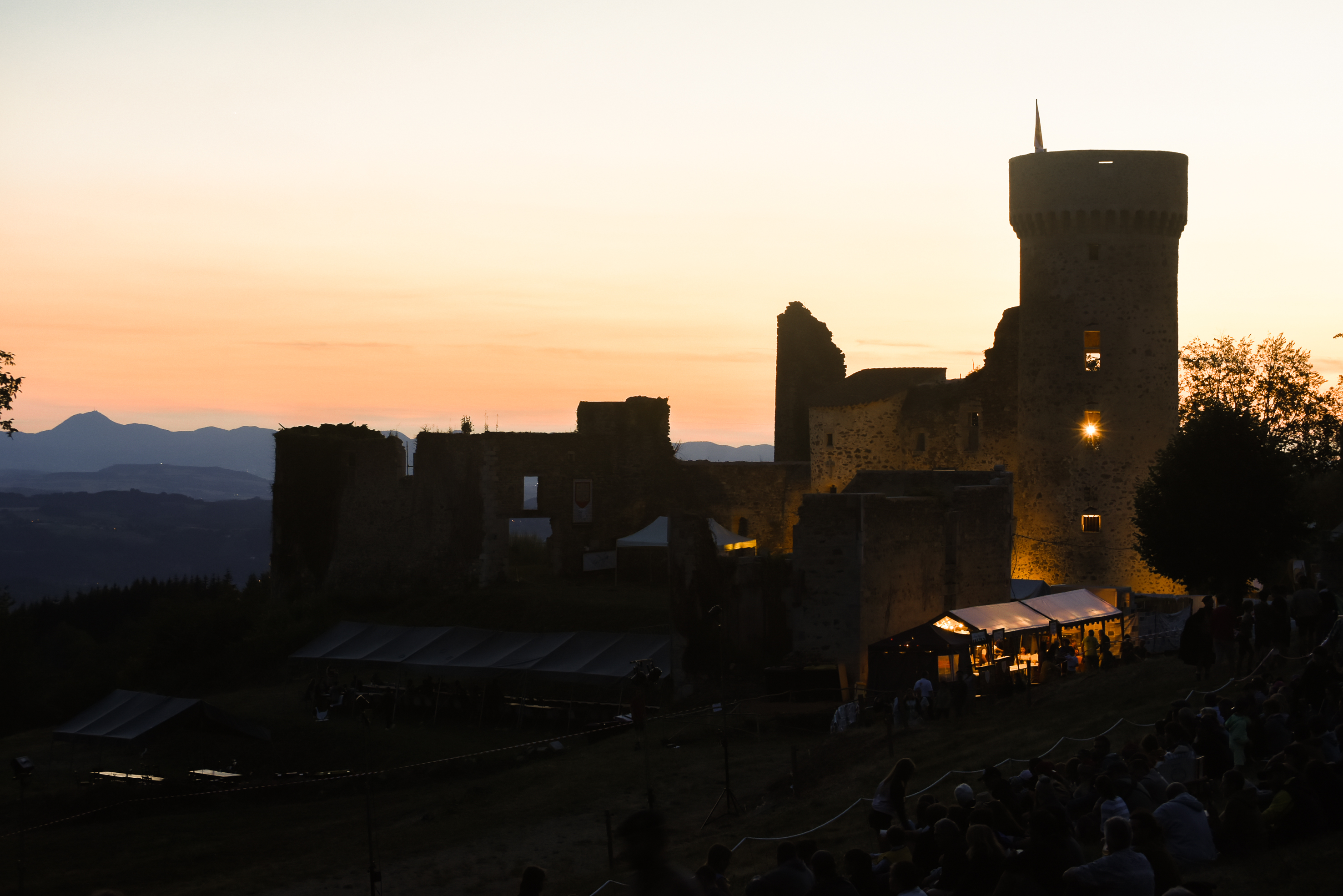
Le château de la Faye pendant les fêtes médiévales de 2023

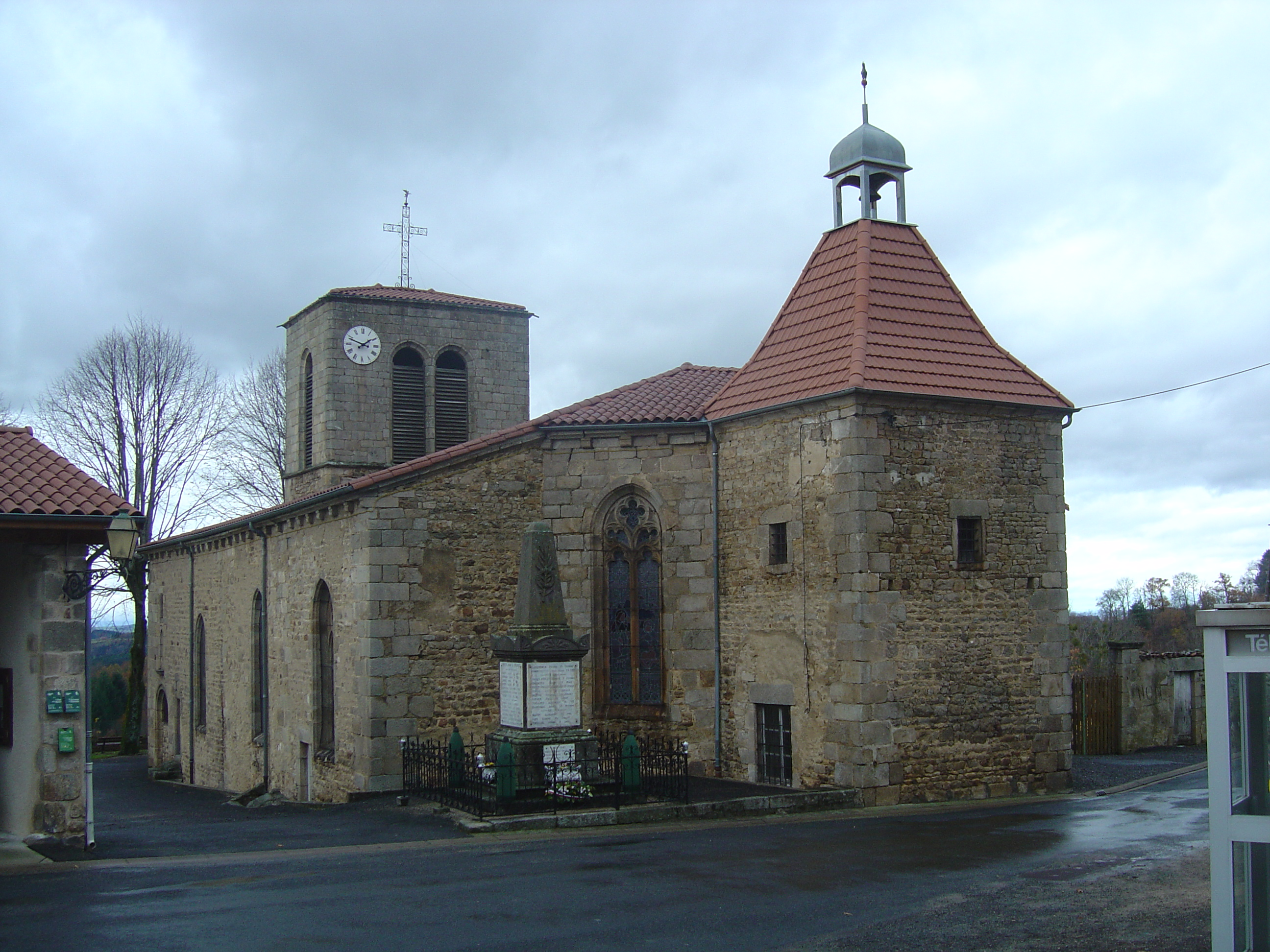
Église Saint-Jean-Baptiste.

- Château de la Faye (en)

Le château doit son nom à la rivière qui coule en contrebas. Construit au début du XIIIe siècle, le château est aujourd'hui en état de ruine mais des travaux de restauration sont entrepris par la famille de Provenchères depuis 2001.
En 2004, la chapelle a été sauvée. Depuis juillet 2014, de nouveaux travaux sont en cours pour restaurer une partie du mur sud et le donjon.  La sauvegarde se poursuivra en fonction des moyens disponibles. Les propriétaires actuels, héritiers directs des Provenchères (François et Claire-Marie d'Orange) espèrent pouvoir redonner vie aux lieux dans les prochaines années.
Une association (la FAYEssociation) a été créée pour aider aux restaurations et animations.
- Église Saint-Jean Baptiste

Reconstruite au XVe siècle sur les bases d'un monument plus ancien, puis agrandie aux XVIe et XVIIe siècles, l'église est en partie ornée de fresques remarquables de Léon Boudal. Curé de Murol et peintre de l'Ecole de Murol, il entreprit ce travail au tout début du XXe siècle (1902-1903).
À l'extérieur se trouve une statue en pierre blanche de sainte Anne, datée du XVe siècle.
L'édifice est inscrit aux monuments historiques depuis le 14 janvier 2019.
L'association pour la sauvegarde du patrimoine d'Olmet travaille depuis 2009 à la préservation de l'édifice.

### Patrimoine naturel
- La commune d'Olmet est adhérente du parc naturel régional Livradois-Forez.

### Personnalités liées à la commune
- Coco Chanel[réf. nécessaire].
- Muriel Robin[réf. nécessaire].
- Roger Somville, peintre belge, qui y avait un atelier depuis 1958.
- Paul Ganantchian.